# Берниссе
Берниссе (нидерл. Bernisse) — город в общине Ниссевард в провинции Южная Голландия (Нидерланды). Была образована 1 января 1980 года в результате слияния общин Аббенбрук, Ауденхом и Зёйдланд, а также части общин Гервлит и Хенвлит.